# Bloody Assizes

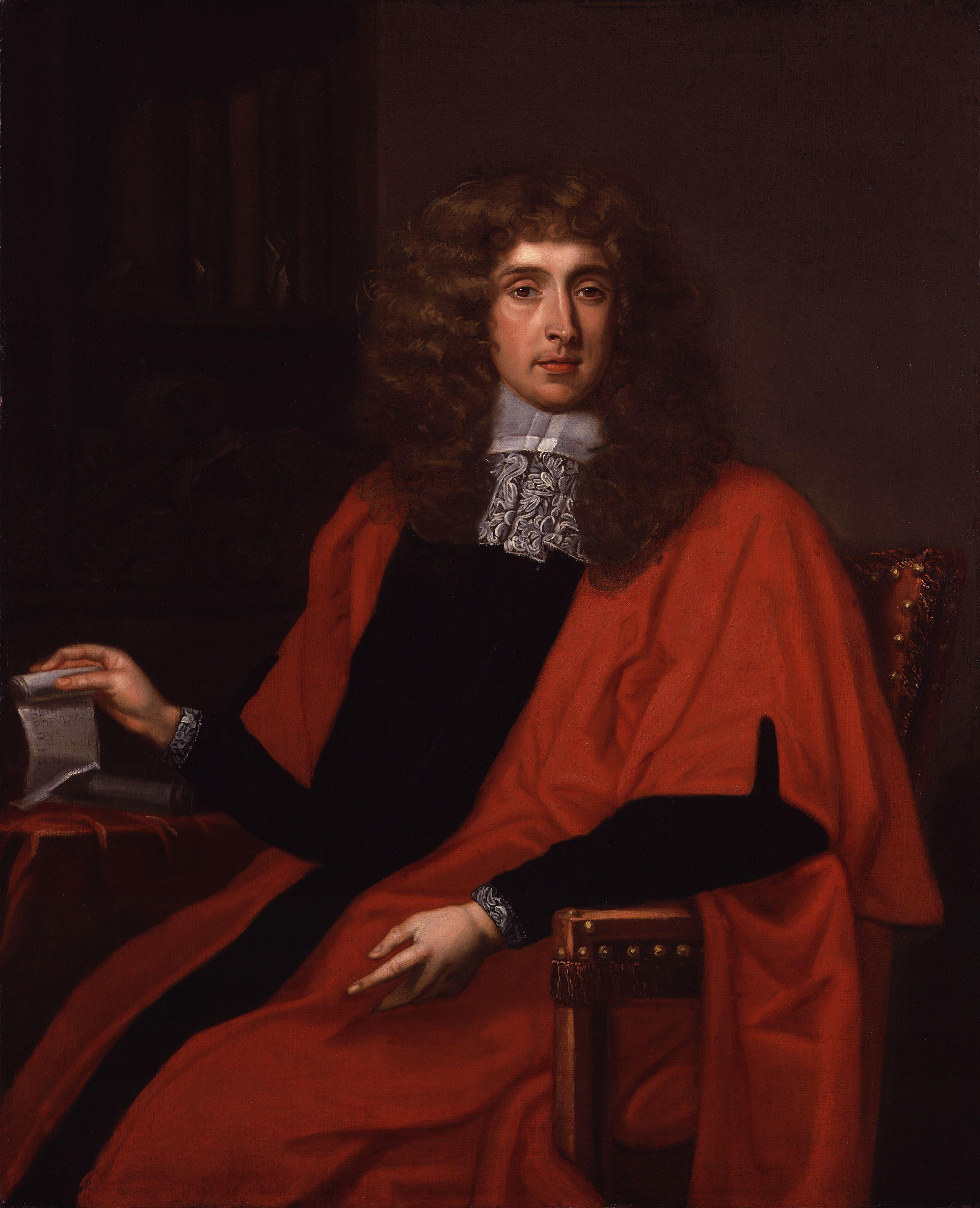
George Jeffreys, 1. Baron Jeffreys

Die Bloody Assizes (engl.; „blutige Assisen“) waren eine Serie von Gerichtsverhandlungen im September 1685, abgehalten in Dorchester (Dorset), Exeter (Devon) und Wells (Somerset). Sie erfolgten als Reaktion auf die Rebellion des James Scott, 1. Duke of Monmouth (Monmouth Rebellion), des unehelichen Sohnes von König Karl II., der zwischen Mai und Juli 1685 erfolglos versucht hatte, seinen römisch-katholischen Onkel König Jakob II. zu stürzen.
Diese Verfahren wurden unter dem Lord Chief Justice George Jeffreys, 1. Baron Jeffreys, und vier weiteren Richtern durchgeführt. Innerhalb kürzester Zeit wurden mindestens 1300 Verfahren mit schuldig beendet. Etwa 320 Personen wurden gehängt und mehr als 800 nach Barbados deportiert. Hunderte weitere wurden mit Geldstrafen belegt, ausgepeitscht oder inhaftiert. Obwohl die moderne Forschung Jeffreys in einigen Fällen von formalen Unregelmäßigkeiten freigesprochen hat, wurden die Prozesse mit einer Grausamkeit geführt, die seinen Namen berüchtigt machte.
Das Wort Assize hat wahrscheinlich seinen Ursprung vom altfranzösischen assise (Sitzung). So wurde innerhalb der Rechtsprechung Englands (Assize Court) und Frankreichs (Cour d'Assises) ein Gerichtshof benannt, der Kapitalverbrechen verhandelte. Innerhalb dieser Kategorie galt Hochverrat als die am härtesten zu bestrafende Straftat.